# Nejvyšší spokojenost
Nejvyšší spokojenost, též Nejvyšší pochvalné uznání, německy Der Ausdruck der Allerhöchsten Zufriedenheit, bylo vyznamenání udělované rakouským císařem za plnění a realizaci služebních povinností, či loajálnost a činy v mimořádných příležitostech.

## Užívání
Vyslovení (též vyjádření, výraz, či projev) Nejvyšší spokojenosti, či (Úplného) Nejvyššího (pochvalného) uznání nařizoval rakouský císař jako ocenění, ale na rozdíl od řádů, či medailí bez viditelného a nositelného znamení. Toto vyznamenání bývalo vysloveno číslovaným dvorským dekretem a následně zveřejňováno tiskem například v úředních vyhláškách Wiener Zeitung, Pražského denníku, Národních listů, atd., či v různých  politických a úředních kalendářích.
Vyznamenanými byly osoby vojenského i civilního stavu často při odchodu do penze, jako například roku 1893 generálmajor Oskar šlechtic Chmela, roku 1894 sekční šéf ministerstva vnitra Brejsky, či roku 1886 zemští školní dozorcové dr. Jan Gall a dr. Maurus Pfannerer. Vyznamenány byly i osoby duchovního stavu, např. roku 1883 kanovník Klement Borový za působení při teologické fakultě pražské, ale i podniky, například roku 1831 firma P. A. Šlechta a syn v Lomnici nad Popelkou za dodané výrobky, kterými podpořila výstavu u příležitosti návštevy císařského páru, či živnostníci, kteří pak uznání využívali i v reklamě na své výrobky, či služby – např. krejčí Václav Pultar oceněný roku 1876.
Oceněny bývaly i celé orgány, jako například Obchodní a živnostenská komora roku 1878 za záslužné výkony u příležitosti světové výstavy, či C. k. Vlastenecko-hospodářská společnost v království Českém, které byla Nejvyšší spokojenost vyslovena dvorským dekretem roku 1779 za zásluhy o zvelebování štěpařství.
Při mimořádných událostech se pak tohoto uznání dostalo širokému spektru příjemců od měšťanů až po vysokou šlechtu. Příkladem mohou být vyznamenání za loajálnost a činy během okupace Pruskem roku 1866, kdy se výrazu Nejvyšší spokojenosti mezi mnohými dostalo například Christianě kněžně Colloredo, Jiřímu knížeti Lobkovicovi, Josefu Šturmovi, kaplanu v Jičíně, občance z Trutnova, Anně Duchoslavové, vrchnímu státnímu zástupci a dvornímu radovi Gustavu rytíři Ludwigovi, prezidentu zemského soudu v Praze Arnoštovi rytíři Weidele, či pomocníku sluhy v České Lípě Antonínovi Gröllovi.

## Civilní záslužná medaile Signum Laudis
Nositelným vyznamenáním pro osoby, jimž bylo projeveno buď nejvyšší pochvalné uznání za vynikající výkony ve válce, neb vyjádřena Nejvyšší spokojenost za výborné služby v míru byla Vojenská záslužná medaile, kdy stuha k medaili pro osoby, jež vojenskému stavu nenáležely, byla tvrdě červená.
Roku 1918 založil poslední český panovník Karel I. Civilní záslužnou medaili, aby nahradil vojenskou medaili Nejvyššího uznání pro civilní osoby. Tato medaile vedle portrétu císaře, stejně jako Vojenská záslužná medaile, nesla nápis Signum laudis (známka pochvaly). Tato medaile byla určena pro odměňování těch, kteří se zasloužili při plnění a realizaci služebních povinností vyjádření „Nejvyššího uznání“, nebo „Nejvyšší spokojenosti“, jako jejich viditelné a nositelné znamení. Pro krátkou dobu udělování se jedná o jedno z nejvzácnějších vyznamenání monarchie.